# نادي شباب الخضر
نادي شباب الخضر(بالإنجليزية: Shabab Alkhader)‏ هو نادي كرة قدم فلسطيني تأسس عام 1967 يلعب في الدوري الفلسطيني الممتاز للضفة الغربية